# Húgli
A Húgli (angolul:Hooghly, bengáliul:হুগলী) folyó, a Gangesz egyik ága a Gangesz-deltában, Nyugat-Bengál indiai államban, közvetlenül a bangladesi határ mellett. Bhagirathi néven ágazik le a Gangeszből, majd kb. 200-250 km hosszan folyik, Kalkuttán át és a Bengáli-öbölbe ömlik. Farakkánál duzzasztógát szabályozza folyását. Kalkuttától északra eső és Hooghly-side néven ismert partjai ipari üzemekkel épültek be. Tengeri hajókkal Kalkuttáig hajózható. 

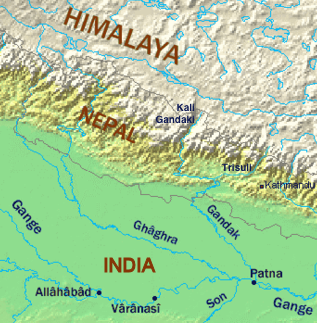
A Gangesz ágai. A Húgli a jobb alsó sarokban

## Fordítás
- Ez a szócikk részben vagy egészben  a   Hoohly River című angol Wikipédia-szócikk fordításán alapul.  Az eredeti cikk szerkesztőit annak laptörténete sorolja fel. Ez a jelzés csupán a megfogalmazás eredetét és a szerzői jogokat jelzi, nem szolgál a cikkben szereplő információk forrásmegjelöléseként.